# Vic-Fezensac
Vic-Fezensac – miejscowość i gmina we Francji, w regionie Oksytania, w departamencie Gers, położone nad rzeką Osse.
Według danych na rok 1990 gminę zamieszkiwały 3683 osoby, a gęstość zaludnienia wynosiła 68 osób/km² (wśród 3020 gmin regionu Midi-Pireneje Vic-Fezensac plasuje się na 87. miejscu pod względem liczby ludności, natomiast pod względem powierzchni na miejscu 80.).